# 阿爾布雷赫季采城
阿爾布雷赫季采城是捷克的城鎮，位於該國東北部，距離克爾諾夫13公里，由摩拉維亞-西利西亞州負責管轄，面積65.27平方公里，海拔高度350米，2011年人口3,570。

## 外部連結
- Municipal website （页面存档备份，存于）